# Gate of Ivrel
Gate of  Ivrel este un roman științifico-fantastic din 1976 al scriitoarei americane C. J. Cherryh, prima ei lucrare publicată. Este prima dintre cele patru cărți care compun Ciclul Morgaine. Seria de romane prezintă rătăcirile misterioasei Morgaine și ale tovarășului ei loial, Nhi Vanye i Chya. Eroii călătoresc dintr-o lume în alta cu ajutorul Porții - o tehnologie care a fost descoperită cu mult timp în urmă și răspândită în tot Universul de către strămoșii rasei Qujal. Porțile, capabile să transporte persoane în spațiu și timp, au provocat distrugerea multor civilizații. Morgaine mânuiește o sabie magică numită Changeling care poate închide Porți, iar întreaga ei viață este dedicată unui singur lucru - distrugerea unei Porți după alta într-o încercare disperată de a închide Porțile în toate lumile. 
Se consideră că romanul are loc în universul Alianță-Uniune, deoarece se afirmă că Morgaine a fost trimisă în misiunea ei de către „Biroul de Științe al Uniunii”, dar nu are prea multe în comun cu alte lucrări din acest ciclu. 
Gate of  Ivrel a apărut prima dată în martie 1976 la editura DAW Books cu ilustrații de Michael Whelan.

## Rezumat
Ținutul Andur-Kursh este împărțită în multe cantoane, fiecare cu clanuri ambițioase care se luptă pentru putere. Loialitatea unui războinic este oferită unui clan. Vanye este unul dintre aceștia, chiar dacă este abia tolerat, fiul conducătorului unuia dintre aceste cantoane, rezultatul unei simple distracții nocturne a unui lord Nhi cu o captivă dintr-un clan inamic, Chya. 
Într-o zi, este adus în fața tatălui său, după ce a ucis un frate vitreg legitim și l-a mutilat pe celălalt cu sabia. După ce a refuzat sinuciderea onorabilă, el devine un ilin, un exilat, un războinic fără clan - concept asemănător cu un ronin. 
Vânat de clanul răzbunător maternal al fraților vitregi, Vanye este forțat să intre în valea lui Morgaine, un loc pe care oricine mai puțin disperat l-ar fi evitat. Din întâmplare, o eliberează pe Morgaine, o femeie frumoasă cu un aspect distinctiv, din Poarta care se află acolo. Vanye o recunoaște ca pe o figură de legendă din trecut. Este iarnă și Vanye este obosit, înfrigurat și flămând. Prin urmare, atunci când Morgaine îi oferă hrană și adăpost, el le acceptă. Abia după aceea își amintește că ea, dintre toate femeile, are dreptul de a conduce; astfel ea poate și îi solicită un an în slujba ei în schimbul acceptării ospitalității sale. 
Morgaine este hotărâtă să ducă la bun sfârșit misiunea pe care ea și patru tovarăși au stabilit-o cu un secol înainte: să închidă maestrul Porții lui Ivrel. Ea îi explică lui Vanye că Porțile sunt treceri atât prin spațiu, cât și prin timp. O sută de bărbați și femei au fost trimiși de Biroul de Științe al Uniunii într-o misiune unidirecțională pentru a închide toate porțile, ca nu cumva omenirea să sufere soarta altei specii. Rasa Qujal a fondat Porțile și le-a exploatat puterile pentru a conduce un imperiu interestelar de ființe mai mici, inclusiv oameni. Dar un nebun nesăbuit a cedat tentației și s-a întors în timp, declanșând un cataclism care a distrus civilizația qujal. 
După mulți ani, ultimii cinci supraviețuitori ai Uniunii au ajuns în această lume și au recrutat aliați pentru a-l ataca pe Thiye fiul lui Thiye, stăpânul Porții lui Ivrel. Dar au fost trădați și aproape întreaga armată a fost înghițită de Poartă; doar Morgaine și câțiva soldați, care s-au aflat în spate, au supraviețuit. Fugind din fața inamicului, ea a fost forțată să caute refugiu într-o Poartă mai mică, pentru ca să aștepte acolo în stază până la eliberarea sa. 
Ea caută ajutor de la Clan Leth, un fost aliat, dar consideră că s-a schimbat foarte mult, iar stăpânul său, Kasedre, este pe jumătate nebun. Consilierul șef, Chya Liell, vine la ei noaptea târziu și îi avertizează să plece înainte ca răul să-i ajungă, ucigând un paznic pentru a nu le da de ales în această privință. În privat, Liell încearcă să-l convingă pe Vanye s-o părăsească  pe Morgaine. 
Morgaine și Vanye călătoresc în ținuturile vecine, Chya, și devin oaspeții neliniștiți ai lui Chya Roh, vărul lui Vanye. După mai multe întrebări și ceva odihnă, sunt eliberați, doar pentru a fi atacați de oamenii lui Thiye. Morgaine este forțată să-și tragă sabia magică, care se dovedește a fi mai mult decât pare; poate exploata puterea Porților pentru a-și trimite victimele în altă parte. Cei doi reușesc să scape, dar se lovesc de o trupă a clanului Nhi. În loc să riște o altă luptă, rănita Morgaine îi ordonă lui Vanye să negocieze pentru adăpost și protecție. Ea este eliberată, dar fără sabia ei magică, în timp ce el este obligat să rămână în urmă de către fratele său Erij, acum stăpânul clanului Nhi. Erij vrea ca fratele său să-l ajute să conducă, știind că este demn de încredere și legat de el prin sânge. Atunci când convingerea și amenințările se dovedesc inutile, el scoate sabia magică, neștiind puterile sale. Vanye profită de haosul care urmează pentru a recupera sabia căzută ș evadează pentru a se alătura lui Morgaine. 
Roh îl avertizase să nu aibă încredere în Liell, al cărui corp (potrivit zvonurilor) a fost preluat de altcineva. Morgaine confirmă că așa ceva este posibil folosind o Poartă. Știe că Thiye și-a prelungit viața prin această metodă și suspectează că și trădătorul ei secular trăiește. Încercarea anterioară a bătrânului Liell de a-l convinge pe Vanye capătă brusc un aspect mai sinistru. 
După o altă ciocnire cu războinicii Nhi, Morgaine este escortată personal de Roh în afara domeniului său. Temându-se de intențiile ei, el îl pune la pământ pe un Vanye care e prea încrezător, atunci când Morgaine doarme, și îi leagă pe amândoi, dar Liell și oamenii săi îi prind cu ușurință pe toți trei. Îl duce pe Vanye la o Poartă, intenționând să schimbe corpurile. Neliniștea oamenilor lui Liell în prezența deranjantă a Porții îi permite lui Vanye să scape. Din întâmplare, calul pe care îl fură poartă pe hamuri sabia magică. Dar norocul lui Vanye se schimbă iar împotriva sa; este prins din nou, de data aceasta de fratele său Erij. 
Erij, încurajat de posesia sabiei magice și din mai multe motive, își face curaj să meargă la Ivrel. După ce i-au alungat pe oamenii lui Liell cu sabia mortală, ei ajung în cetatea lui Thiye. Așteaptă noaptea înainte ca Erij să folosească sabia magică pentru a intra în forță. Vanye îl ia apoi pe fratele său prin surprindere și recuperează din nou sabia lui Morgaine. În pericol de moarte, Erij nu are de ales, decât să-și păzească spatele. Înăuntru, dau peste bătrânul Thiye, dar înainte de a putea reacționa, bătrânul este ucis de Roh. Roh îi informează că Morgaine este liberă în cetate și că Liell este mort. El îi avertizează să fugă cât mai pot, apoi își urmează propriile sfaturi. 
Vanye o găsește pe Morgaine și îi predă sabia, spre disperarea lui Erij. Ea confirmă suspiciunea lui Vanye; corpul lui Roh adăpostește acum mintea lui Liell. Temându-se de Morgaine, Roh/Liell a sabotat controlul Porții, astfel încât să poată scăpa în altă lume, lăsându-și dușmanii prinși aici. Dar Morgaine crede că îl poate urma prin Poartă. Ea pleacă în grabă. Erij îi cere surprinzător fratelui său să meargă după ea și Vanye îi mulțumește. Împreună, Morgaine și Vanye trec prin Poartă. 

## Personaje
- Morgaine, o femeie împovărată și condusă de o misiune imposibilă
- Nhi Vanye i Chya, un războinic izgonit care, din greșeală, devine legat de misiunea lui Morgaine
- Nhi Erij, fratele vitreg al lui Vanye
- Chya Liell, consilier în Leth
- Leth Kasedre, domnul din Leth, grosolan și slab la minte
- Chya Roh, stăpânul lui Chya, vărul lui Vanye
- Thiye Fiul lui Thiye , stăpânul Porții lui Ivrel

## Vezi și
- 1976 în științifico-fantastic

1. 1 2  Internet Speculative Fiction Database, accesat în 16 mai 2025